# Unione Sportiva Forlimpopoli 1933-1934
Questa pagina raccoglie i dati riguardanti l'Unione Sportiva Forlimpopoli nelle competizioni ufficiali della stagione 1933-1934.

## Rosa
| N. |                   | Ruolo | Calciatore           |
| -- | ----------------- | ----- | -------------------- |
|    | Italia (bandiera) | D     | Giovanni Acquisti    |
|    | Italia (bandiera) | C     | Paolo Ballardini (I) |
|    | Italia (bandiera) | D     | Costantino Basia     |
|    | Italia (bandiera) | D     | Bruno Barducci       |
|    | Italia (bandiera) | A     | Guglielmo Bertozzi   |
|    | Italia (bandiera) | A     | Ettore Fabbri        |

| N. |                   | Ruolo | Calciatore          |
| -- | ----------------- | ----- | ------------------- |
|    | Italia (bandiera) | D     | Gasperi             |
|    | Italia (bandiera) | P     | Gaetano Girolimetti |
|    | Italia (bandiera) | C     | Nello Liverani      |
|    | Italia (bandiera) | D     | Alfonso Pizzi       |
|    | Italia (bandiera) | A     | Antonio Roversi     |